# Дуби-брати тристовбурні
Дуби-брати тристовбурні — вікові дерева, ботанічна пам'ятка природи місцевого значення в Україні. 

## Розташування
Зростають поблизу селища Мельниця-Подільська Чортківського району Тернопільської області у кварталі 57 виділі 5 Гермаківського лісництва Чортківського держлісгоспу в межах лісового урочища «Дача “Діброва”».

## Пам'ятка
Оголошені об'єктом природно-заповідного фонду рішенням виконкому Тернопільської обласної ради від 14 березня 1977 № 131. Початкова назва — «Дуби-брати», офіційно перейменовані на «Дуби-брати тристовбурні» рішенням № 75 другої сесії Тернопільської обласної ради шостого скликання від 10 лютого 2016 року.
Перебувають у віданні державного лісогосподарського об'єднання «Тернопільліс».

## Характеристика
Площа — 0,06 га.
Під охороною — три дуби черещатих віком понад 150 років, діаметром 86-95 см, цінні у науково-пізнавальному та естетичному значеннях.
Ростуть «пучком» із щільного «гнізда». Останніх два дерева зрослися окоренками до висоти 1,5 м. Стовбури і крони — без ознак пошкоджень. Дуби ростуть на розмитому уступі дністровської тераси. Залишок корінних дібров Поділля. Зростають у межах регіонального ландшафтного парку «Дністровський каньйон».
У 2010 р. увійшла до складу регіонального ландшафтного парку «Дністровський каньйон».